# Russell River National Park
Russell River National Park je národní park v australském státě Queensland, který se nachází 1352 km severozápadně od města Brisbane. Rozkládá se na ploše 41 km² a založen byl v roce 1969. Je součástí širší oblasti vlhkých tropů Queenslandu.